# Кубок Греції з футболу 1962—1963
Кубок Греції 1962—63 — 21-й розіграш Кубка Греції.
Фінал відбувся 18 липня 1963 на стадіоні Апостолос Ніколаїдіс (Афіни). Зустрілися команди Олімпіакос та Пієрікос. Олімпіакос виграв з рахунком 3:0.

## Чвертьфінали
| Господарі  | Результат | Гості        |
| ---------- | --------- | ------------ |
| Аріс       | 1-0       | АЕК          |
| ПАС Яніна  | 2-0       | ПАОК         |
| Нікі Волос | 0-0       | Пієрікос     |
| Пієрікос   | 3-2       | Нікі Волос   |
| Олімпіакос | 5-3       | Панатінаїкос |

## Півфінал
| Господарі  | Результат | Гості     |
| ---------- | --------- | --------- |
| Олімпіакос | 1-1       | Аріс      |
| Олімпіакос | 5-2       | Аріс      |
| Пієрікос   | 4-0       | ПАС Яніна |

## Фінал
| 18.07.1963 |

| Олімпіакос                                 | 3:0 | Пієрікос |
| ------------------------------------------ | --- | -------- |
| Polychroniou 30' Папазоглу 39' Сідеріс 65' |     |          |

| Апостолос Ніколаїдіс, Афіни Арбітр: Humber |